# Sebastián de Ocampo (2005)

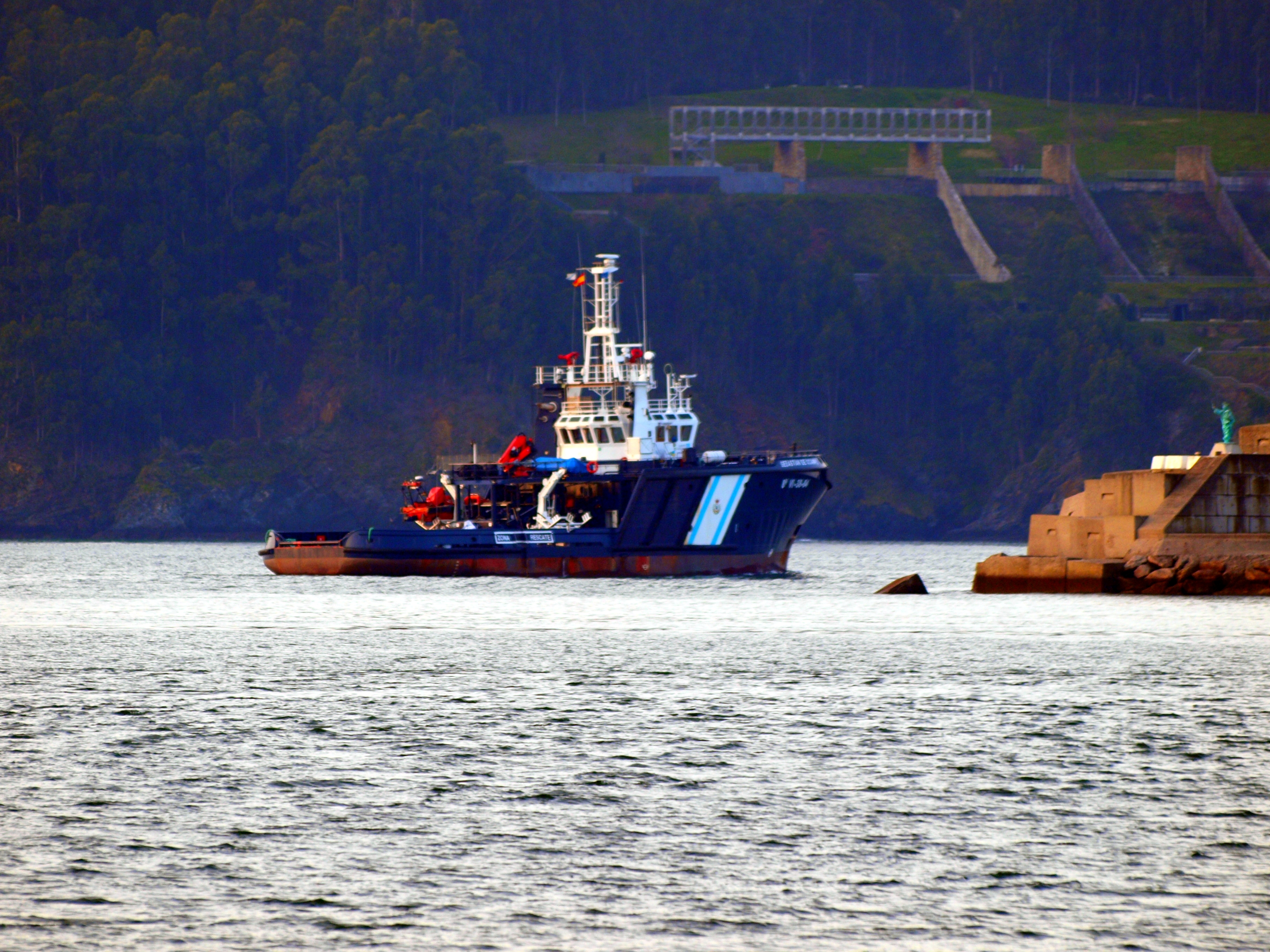
El buque Sebastián de Ocampo partiendo del Puerto de Cillero, Vivero.

El Sebastián de Ocampo es un remolcador de salvamento y apoyo, construido en los Astilleros Cardama para el Servicio de Guardacostas de Galicia, dependiente de la Consejería del Mar de la Junta de Galicia.
Lleva su nombre en honor a Sebastián de Ocampo, navegante gallego que circunnavegó por primera vez la isla de Cuba en 1506.

## Historia
El Sebastián de Ocampo, formó parte de un plan de renovación del equipamiento del Servicio de Guardacostas de Galicia, que se encargó tras la catástrofe del petrolero Prestige, para dotar a la comunidad autónoma de Galicia de mejores medios de seguridad marítima. En este programa de renovación, también se incluía otro buque de salvamento, el Irmáns García Nodal y dos helicópteros Sikorsky S-76 Spirit. El Sebastián de Ocampo vino a sustituir al remolcador Conde de Gondomar, que hasta ese momento estaba fletado por la Junta de Galicia.
Su botadura tuvo lugar el 26 de enero de 2005 en Vigo.

## Características
El Sebastián de Ocampo fue diseñado para operaciones de búsqueda y rescate, vigilancia e inspección pesquera. Tiene una eslora total de 41 m y una manga de 13 m. Este remolcador dispone de dos propulsores que ofrecen 5000 caballos de potencia, que le permiten alcanzar una velocidad de 14,8 nudos.